# Partido Democrático de Serbia
El Partido Democrático de Serbia (en serbio: Demokratska stranka Srbije, cirílico: Демократска странка Србије) es un partido político de derecha, conservador nacional y cristiano demócrata de Serbia. Es el heredero natural del antiguo Partido Democrático de Yugoslavia.

## Historia
El Partido Democrático de Serbia (DSS) fue fundado cuando un ala del Partido Democrático (DS), que apoyaba la participación de este en la coalición DEPOS ("Movimiento Democrático de Serbia"), decidió abandonar el partido y formar uno nuevo en el verano de 1992.

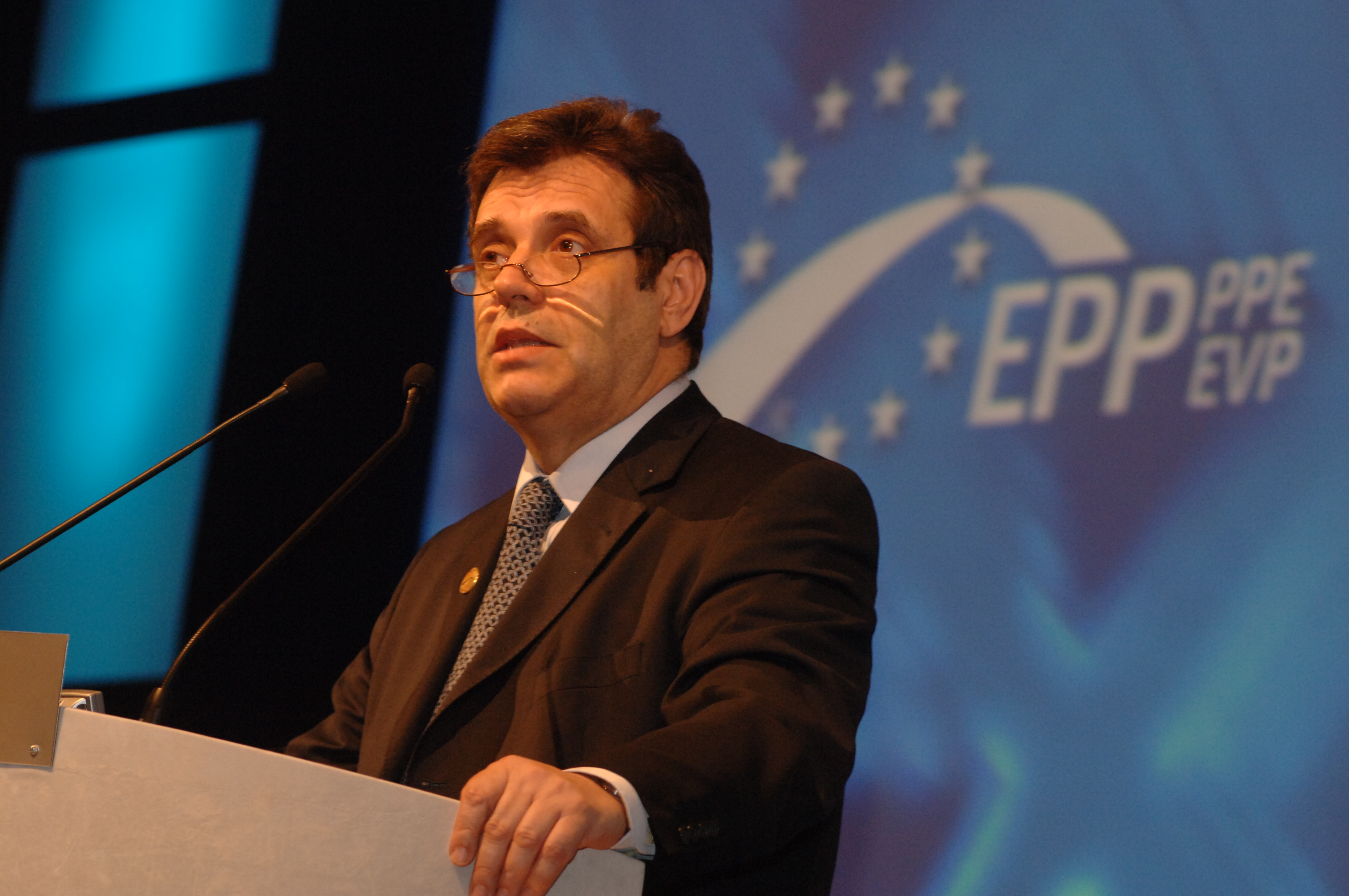
Vojislav Koštunica, fundador y expresidente del partido.

La división dentro del DS se inició mucho antes, y estaba provocada por algo más que el día a día de la dirección política. Poco después de las sangrientas revueltas anti-Milosević del 9 de marzo de 1991, surgieron diferencias significativas dentro de los dirigentes del DS en lo relativo a la cuestión nacional en la ex Yugoslavia. El ala del DS que posteriormente lo abandonó para formar el DSS defendía que el partido necesitaba dejar clara su actitud sobre la cuestión nacional en la antigua Yugoslavia, sobre todo en lo relativo a la situación de los serbios en ella. En la atmósfera de lo ellos consideraban una grave manipulación de los intereses nacionales serbios por el régimen de Slobodan Milošević, esta ala se acercó a la posición serbia en Yugoslavia no en relación con la democracia política ni con la igualdad económica, sino como una cuestión más amplia de la supervivencia nacional de los serbios.
La otra ala del DS, básicamente, no creía que existiera una verdadera cuestión nacional en la ex Yugoslavia, y lo consideró una mera manipulación de las burocracias nacionales. El alcance del debate llegó tan lejos debido a la supremacía de la nación serbia en la entonces todavía existente República Federal Socialista de Yugoslavia, y su presunta responsabilidad en la supervivencia del país.
Los miembros más importantes que abandonaron el DS fueron Vojislav Koštunica, Vladeta Janković, Đurđe Ninkovic, Draško Petrovic, Mirko Petrovic y Vladan Batic. La asamblea fundacional se celebró el 26 de julio de 1992 y Vojislav Koštunica fue elegido presidente del partido. La primera asamblea ordinaria del partido tuvo lugar el 5 de diciembre de 1992, en que se aprobó el manifiesto de fundación, así como el programa y el estatuto.
En 2012, tras una serie de desavenencias, el DS cesó en su filiación al Partido Popular Europeo.
En las elecciones parlamentarias de 2012 el partido obtiene el 6.99% del voto popular que representaron 21 escaños en la Asamblea.
Luego en las elecciones parlamentarias de 2014, el partido desciende al 4.24% del voto popular perdiendo sus 21 escaños al no poder superar el umbral electoral de 5% de los votos. El presidente del partido Vojislav Koštunica abandona el mismo argumentando el abandono de la idea de neutralidad política de este. Subsecuentemente, algunos miembros del partido hacen lo mismo. Luego, en el mismo año, Sanda Rašković Ivić es elegida como la nueva presidente del mismo.
De cara a las elecciones parlamentarias de 2016, el partido forma una coalición con el extrema derechista Dveri, logrando reinsertarse a la Asamblea Nacional. En total, la coalición obtiene el 5.04% del voto popular, equivalente a 13 escaños de los cuales 6 son de este partido.
Luego en las elecciones parlamentarias de 2020, el partido desciende al 2.24% del voto popular perdiendo sus escaños al no poder superar el umbral electoral de 3% de los votos.

## Resultados electorales

### Elecciones parlamentarias
| Elecciones | Cabeza de lista     | # de votos       | %      | Escaños | Estatus                           | Notas                 |
| ---------- | ------------------- | ---------------- | ------ | ------- | --------------------------------- | --------------------- |
| 1992       | Vojislav Koštunica  | 797.831          | 16,89% | 18/250  | Oposición                         | Coalición DEPOS       |
| 1993       | Vojislav Koštunica  | 218.056          | 5,07%  | 7/250   | Oposición                         |                       |
| 1997       | Boicot electoral    | Boicot electoral | -      | 0/250   | Fuera del parlamento              | -                     |
| 2000       | Vojislav Koštunica  | 2.402.387        | 64,09% | 45/250  | Gobierno · (hasta agosto de 2001) | Coalición DOS         |
| 2003       | Vojislav Koštunica  | 678.031          | 17,72% | 48/250  | Gobierno                          |                       |
| 2007       | Vojislav Koštunica  | 667.615          | 16,55% | 33/250  | Gobierno                          | Coalición con NS y JS |
| 2008       | Vojislav Koštunica  | 480.987          | 11,62% | 21/250  | Oposición                         | Coalición con NS      |
| 2012       | Vojislav Koštunica  | 273.532          | 6,99%  | 21/250  | Oposición                         |                       |
| 2014       | Vojislav Koštunica  | 152.436          | 4,24%  | 0/250   | Fuera del parlamento              |                       |
| 2016       | Sanda Rašković Ivić | 190.530          | 5,04%  | 6/250   | Oposición                         | Coalición con Dveri   |
| 2020       | Miloš Jovanović     | 72.085           | 2,32%  | 0/250   | Fuera del parlamento              |                       |